# Іфтікар Сієд
Іфтікар Сієд (23 серпня 1952) — пакистанський хокеїст на траві.
Учасник Олімпійських Ігор 1972, 1976 років.